# Sonnet 1

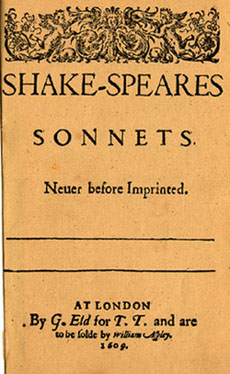
Sonnetten van Shakespeare, 1609

Sonnet 1 is een van Shakespeares  bekendste gedichten uit een reeks van 17 procreation sonnets, waarin hij een jongeman aanspoort om kinderen te krijgen vooraleer zijn jeugd voorbij is. De vraag over wie deze jongeman ("Mr. W.H.") tot wie Shakespeare zich richtte, wel geweest zou zijn gaf aanleiding tot veel speculatie. In het academisch debat wordt vaak de naam Henry Wriothesley als beste kandidaat voorgesteld. Shakespeare schreef in totaal 154 sonnetten.

## Shakespeares tekst
| Sonnet 1 From fairest creatures we desire increase, That thereby beauty's rose might never die, But as the riper should by time decease, His tender heir might bear his memory; But thou, contracted to thine own bright eyes, Feed'st thy light's flame with self-substantial fuel, Making a famine where abundance lies, Thyself thy foe, to thy sweet self too cruel. Thou that art now the world's fresh ornament And only herald to the gaudy spring Within thine own bud buriest thy content, And, tender churl, mak'st waste in niggarding. Pity the world, or else this glutton be; To eat the world's due, by the grave and thee. |

## Vertaling
Van de mooiste mensen willen we kinderen,
Zodat hun schoonheid voor altijd bewaard zal blijven,
Als de ouder sterft
Zal het kind dat hij achterlaat een aandenken van zijn schoonheid zijn.
Maar jij, zo verliefd op je eigen beeld,
Staat toe dat je schoonheid zichzelf verbrandt.
Liever nog onthoud je de wereld je schoonheid dan dat je ze verspreidt.
Ben je misschien je eigen ergste vijand?
Nu ben je het mooiste wat er in de wereld bestaat
De enige die zo mooi is als de lente zelf.
Je schoonheid tooit nu de wereld als een lenteknop
Maar je verspilt wat ze zou kunnen worden. 
Heb meelij met ons of we zullen je aldus herinneren:
Als een inhalig en vraatzuchtig zwijn dat zijn schoonheid meenam in zijn graf.

## Analyse
Shakespeares sonnetten zijn voornamelijk geschreven in een metrum genaamd jambische pentameter, een rijmschema waarin elke sonnetregel bestaat uit tien lettergrepen. De lettergrepen zijn verdeeld in vijf paren, jambes genoemd, waarbij elk paar begint met een onbeklemtoonde lettergreep.
Het gedicht is vrij goed te begrijpen. Het eerste kwatrijn drukt uit wat de wereld verwacht van de jongeling. Het tweede kwatrijn verwijst naar zijn huidige gedrag, het derde gaat over zijn verknoeide toekomst, en het afsluitende couplet is een appel om zijn leven een andere wending te geven. Mogelijk is het beeld van deze laatste twee regels (het distichon) wat vreemd. Hierin zegt de dichter dat de jongeman voor het ogenblik niets meer is dan een veelvraat die zowel zichzelf als de rest van de wereld opeet. Hiermee bedoelt hij dat de jongeman zijn enorm potentieel moet waarmaken waar immers ook de wereld voordeel aan zou hebben, in plaats van zijn jeugd en zijn 'schoonheid' te laten vergaan. 